# Обетованата земя (филм)
„Обетованата земя“ (на английски: Bastarden; на английски: The Promised Land) е датска историческа драма от 2023 г. на режисьора Николай Арсел, който е съсценарист с Андерс Томас Йенсен. Филмът е базиран на романа „Капитанът и Барбара“, написан от Ида Йесен. Участват Мадс Микелсен, Густав Лунд, Аманда Колин, Кристин-Куат Торп, Якоб Ломан, Магнус Крепер и др. Световната премиера на филма се състои на 80-ия филмов фестивал във Венеция, където е награден за наградата „Златен лъв“.

## В България
В България филмът излиза по кината на 1 март 2024 г., разпространен от „Про Филмс“.